# Poma dolça
Les  pomes dolces  es creen mitjançant la immersió de la poma en caramel calent. De vegades, s'afegeixen per sobre del caramel productes com nous o altres confits. Cal diferenciar-les de les pomes caramel·litzades, perquè s'elaboren de manera diferent.

## Producció
Per a la producció a gran escala de pomes dolces, s'embolica la poma amb una làmina de caramel i s'escalfa per a fondre'l uniformement al voltant de la poma. Aquest procés crea un caramel dur, que és més fàcil de transportar, però més difícil de menjar. Per a la producció domèstica, s'empren caramels especials per fondre'ls o bé l'elaboració de caramel casolà amb ingredients com el sucre moreno, mantega i vainilla.
En els darrers anys, s'ha tornat cada vegada més popular decorar les pomes de caramel per a festes com Halloween. Els mètodes utilitzats per a això són l'aplicació de sucre o sal per suavitzar el caramel, cobertura de xocolata blanca o amb llet en lloc de caramel, o l'acabat amb dibuixos fets de xocolata blanca amb colorant alimentari.
Les pomes que millor resultat donen són les pomes àcides, com per exemple les pomes Granny Smith i Fuji.

## Consum
Les pomes dolces es consumeixen com a llaminadures en fires, festes majors i festivals de tardor com Halloween, arran de la collita anual de pomes.